# Gryon tridentatum
Gryon tridentatum är en stekelart som beskrevs av Lubomir Masner 1979. Gryon tridentatum ingår i släktet Gryon och familjen Scelionidae. Inga underarter finns listade i Catalogue of Life.